# Лунгдунумска Галија
Лунгдунумска Галија (лат. Gallia Lugdunensis) је била римска провинција која је обухватала подручје западне и централне Француске.
Главни град провинције је био Лугдунум (Lugdunum), данашњи Лион.